# Apogon rhodopterus
 Apogon rhodopterus és una espècie de peix de la família dels apogònids i de l'ordre dels perciformes.

## Morfologia
Els mascles poden assolir els 15 cm de longitud total.

## Distribució geogràfica
Es troba des de Singapur fins a Indonèsia i Papua Nova Guinea.